# Jean-Baptiste Robin de La Ronde
Jean-Baptiste Robin de La Ronde est un homme politique français né le 19 octobre 1765 à Saint-Pierre-les-Bois (Cher) et décédé le 12 janvier 1844 à La Châtre (Indre).

## Biographie
Entreposeur des tabacs à La Châtre, il est député de l'Indre en 1815, pendant les Cent-Jours.